# Bruno Giner
Bruno Giner (Perpinyà, 1960) és un compositor i pedagog de la música rossellonès que ha escrit especialment per a instruments de percussió i de vent.

## Biografia
El seu avi va ser el pintor Balbí Giner i Garcia (València, 1910 - Perpinyà, 1976) i el seu pare el també pintor Balbino Giner Gabarda (París, 1935 - Perpinyà, 2012).
La formació musical d'en Bruno transcorregué en el període 1980/1990, i començà a Tolosa de Llenguadoc per ampliar-la posteriorment a Perpinyà, Barcelona i finalment a París, on tingué per mestre Pierre Boulez al Collège de France. També estudià composició electro-acústica i instrumental amb Luis de Pablo, Ivo Malec i Brian Ferneyhough, i contrastà aquesta formació amb Claude Ballif i Georges Aperghis. Al llarg de més d'una vintena d'anys, ha col·laborat regularment amb institucions de música contemporània com l'IRCAM, el GRM, la "Société Internationale de Musique Contemporaine", la "Société Nationale de Musique", i ha participat en diversos festivals internacionals de música, com els de París, Amsterdam, Ginebra, Berna, Friburg, Odessa, Vancouver, Caracas, Ljubljana…
El catàleg de les seves composicions comprèn peces per solistes i obres de música de cambra, orquestral i vocal. Han estat interpretades per conjunts com l'Ensemble intercontemporain, el Quatuor Arditti, Aleph, Sic, XASAX, l'Instant Donné, Ixtla, Klangheimlich, Suo Tempore, Nomos, Sixtrum, així com pels solistes Jean Geoffroy, Serge Bertocchi, Pascal Contet, Frédéric Stochl, Christophe Roy, Marianne Muller, Caroline Sageman, Fabrice Marandola... Les seves composicions combinen un seguit d'elements tradicionals i no tradicionals del llenguatge musical, que en el seu cas empelta elements de l'atonalisme, el mode, les figures, textures i motius. Bruno Giner té una predilecció marcada pels instruments de percussió, que mostra fent-los solistes en moltes peces o com a col·laboradors amb altres instruments, així com pels instruments de vent, que empra manta vegada. La seva escriptura és força exigent per al músic que la interpreta, a qui exigeix una important dedicació instrumental i física. La major part de les seves partitures s'han publicat a les "Éditions Durand" i a les "Editions François Dhalmann", on dirigeix la col·lecció Carnets du XXIe siècle.
Giner ha complementat la seva obra compositiva amb col·laboracions en diverses revistes musicals, obres de referència i segells discogràfics: The New Grove, La Lettre du Musicien, Les cahiers du CIREM, Musica falsa, Motus i altres. Aquesta tasca de divulgació i difusió del fet musical s'ha traduït en diversos llibres (alguns parlant de la música durant la república de Weimar i el nazisme), i també s'ha plasmat en la seva tasca pedagògica, que ha dut a terme a diverses institucions. Com a complement d'aquesta darrera, ha compost peces per a l'aprenentatge d'instruments com el piano, clarinet, saxòfon, flauta dolça, percussions, oboè, o per a preparar formacions com quartets de corda, cors o orquestres.
El 1998, la SACEM li atorgà el "Prix Hervé Dugardin" pel conjunt de la seva obra.

## Obres
(selecció)
- K (1987), per a 2 flautes i banda magnètica
- Jetzt (1988, rev. 1994), per a clarinet sol
- Moments (1990), obra de música concreta
- Ten (1990-1995), per a clarinet, violoncel i piano
- Prémices (1991), per a piano sol
- Akkordd (1992), per a banda simfònica i percussió
- Schèmes (1992), per a flauta, clarinet, guitarra, violoncel i percussió
- Yod (1993), per a saxòfon baríton
- Contours (1994), per a violí i percussió
- Cinq études pour accordéon et percussion (1994)
- Kern (1995), per a contrabaix
- Per Tre (1995), per a acordió, contrabaix i percussió
- Fragments d'oublis (1995), música concreta
- Adagietto (1990), per a flauta en Sol, violoncel i piano
- Etudes de peaux (1995-2000), cicle de 5 peces per a instruments de percussió de membrana
- Quatuor à cordes n° 2 (1994-96)
- Equis (1999), per a quartet de saxòfons
- Concerto pour violoncelle (2001)
- Ptyx (1996), per a violí i címbal
- Images de peaux (1996), per a quatre percussionistes i percussionista solista
- Nous étions, cantate acousmatique profane (2002), sobre llibret de Clément Riot
- La Chambre aux image (2003), música per a l'escena per a narrador, flautes de bec, viola de gamba i percussions petites, amb llibret de Clément Riot basat en Tristany i Isolda
- Paraphrase sur "Guernica", de Paul Dessau (2003), per a clarinet, violoncel, piano i percussions
- TCP 17 (2004), per a guitarra, mandolina i arpa
- Clameurs (2005-2006), petit concert per a dues percussions i set instruments de vent
- Charlie (2007), faula musical per a veu i cinc instruments (clarinet, violí, violoncel, piano i percussions), inspirat en l'obra Matin brun de Franck Pavloff
- Extra (2007-2008), per a vuit violoncels
- Piano-trace (2007-2008), sis petites peces per a piano
- Plainte (2008), per a viola baixa
- Quatuor n° 3 (2008), per a quartet de cordes i percussions
- Yoshihisa in memoriam (2009), per a marimba
- Deux ou trois choses d'elle (2010), per a piano
- Ritorno (2010), per a flauta i Sol i vibràfon
- Après une lecture de... (2011), homenatge a Franz Liszt per a piano
- Tiempos (2011), cicle de cinc obres, per a interpretació d'una a setze guitarres
- Mémoires de peaux (2011), per a 6 percussionistes
- Oxphale (2011), per a 2 violins

## Llibres
- Bruno Giner, Martine Kientzy, François Rossé, Daniel Tosi Pièces contemporaines faciles [partitures per a flauta de bec] Paris: Durand, 1987 (2 volums)
- Musique contemporaine: le second vingtième siècle Paris: Editions Durand, 1995
- Weimar 1933 : la musique aussi brûle en exil Paris: Éditions Le Temps des Cerises, 2001
- Rencontres avec Ivo Malec [entrevistes], a l'obra Portraits polychromes 5 : Ivo Malec Paris: Éditions Michel de Maule-INA, 2003[1]
- Toute la musique ? Paris: Éditions Autrement Junior, 2003
- De Weimar à Térézine 1933-1945: l'épuration musicale Paris: Éditions Van de Velde, 2006
- Survivre ou mourir en musique dans les camps nazis Paris: Éditions Berg International, 2010